# Louise Dahl-Wolfe
Louise Dahl-Wolfe, geboren als Louise Emma Augusta Dahl (* 19. November 1895 San Francisco, Kalifornien; † 11. Dezember 1989 in New Jersey) war eine US-amerikanische Fotografin, die vor allem mit ihren Arbeiten für das Modemagazin Harper’s Bazaar bekannt wurde.

## Leben
Geboren wurde Louise Dahl in San Francisco, Kalifornien, als Tochter norwegischer Eltern. 1914 begann sie ein Studium an der California School of Fine Arts (heute San Francisco Art Institute) u. a. bei Rudolph Schaeffer. In den 1920er Jahren begann sie sich nach einer Ausstellung der Pictorialistin Anne Brigman für die Fotografie zu interessieren.
Anfang der 1930er Jahre konzentrierte sich Louise Dahl-Wolfe ganz auf das Fotografieren und eines ihrer Porträts, das sie während eines Sommeraufenthaltes in Tennessee machte, erschien 1933 als ihr erstes publiziertes Werk in der Zeitschrift Vanity Fair. Die Tennessee-Bilderserie aus der dieses Porträt stammte, wurde 1937 auch von Edward Steichen in eine Ausstellung im Museum of Modern Art, New York aufgenommen. Ab 1933 führte Louise Dahl-Wolfe ihr Fotostudio von New York aus und machte Aufnahmen für verschiedene große Modefirmen und Zeitschriften.
Zwischen 1936 und 1958 arbeitete sie für die Modezeitschrift Harper’s Bazaar und machte unzählige Mode- und Coveraufnahmen. Louise Dahl-Wolfe fotografierte vor allem im Freien und mit natürlichem Licht, beides zu dieser Zeit ein Novum. Für ihre Modeaufnahmen bereiste sie außerdem viele Regionen der Erde darunter Südamerika und Afrika.
Neben Modeaufnahmen, machte Louise Dahl-Wolfe auch Porträts u. a. von W. H. Auden, Josephine Baker, Cecil Beaton, Coco Chanel, Colette, Christian Dior, Edward Hopper, Christopher Isherwood, Carson McCullers, Orson Welles, Eudora Welty und Mae West. Sie gilt außerdem als die „Entdeckerin“ der jungen Lauren Bacall.
Zwischen 1958 und 1960 arbeitete Louise Dahl-Wolfe außerdem für Vogue und Sports Illustrated. Nach ihrer Pensionierung lebte sie, bis zu ihrem Tod 1989, viele Jahre in Nashville, Tennessee. Verheiratet war Louise Dahl, seit 1927, mit dem Bildhauer Meyer Wolfe, der viele ihrer Bildhintergründe geschaffen hat.
Mit ihrem Stil feierte sie große Erfolge und hatte einen dauerhaften Einfluss auf spätere Größen der Modefotografie wie Horst P. Horst, Irving Penn und Richard Avedon.

## Nachlass
Der Nachlass von Louise Dahl-Wolfe ist im Center for Creative Photography (CCP) in Tucson, Arizona untergebracht.

## Ausstellungen (Auswahl)
- 1975: Women of Photography: An Historical Survey San Francisco Museum of Modern Art.
- 1977: The History of Fashion Photography, George Eastman House, Rochester, New York,
- 1979: Recollections: Ten Women of Photography, George Eastman House, Rochester, New York
- 1985: Louise Dahl-Wolfe: A Ninetieth Birthday Salute, Museum of Contemporary Photography, Chicago
- 1986: Portraits, Center for Creative Photography, Tucson, Arizona
- 2017: "A style of her own" STM, San Sebastian